# سائل دماغي شوكي اصطناعي
السائل الدماغي الشوكي الاصطناعي (aCSF) هو محلول منظم يتم تحضيره بتركيبة تمثل السائل الدماغي الشوكي ويُستخدم تجريبيًا لغمر الأدمغة المنفردة المعزولة، أو شرائح الدماغ، أو مناطق الدماغ المكشوفة لتزويد الأكسجين، والحفاظ على الأسمولية، ودرجة الحموضة عند المستويات البيولوجية. يستخدم ACSF عادة لتجارب الفيزيولوجيا الكهربية للحفاظ على الخلايا العصبية التي تتم دراستها. تركيزات الأيونات النهائية (mM):

## التركيب
يقترح أحد بروتوكولات تسجيل الفيزيولوجيا الكهربية التركيبة التالية لـ aCSF، مع استقرار مستوى الأس الهيدروجيني والأكسجين عن طريق الفقاعات باستخدام كربوجين (95% O2 و5% CO2):
- 127 mM NaCl
- 1.0 mM KCl
- 1.2 mM KH2PO4
- 26 mM NaHCO3
- 10 mM D-glucose
- 2.4 mM CaCl2
- 1.3 mM MgCl2